# Вандермезен, Любен Мартен
Любен Мартен Вандермезен (11 ноября 1766, Версаль — 1 сентября 1813, Аскен, департамент Атлантические Пиренеи) — французский военачальник голландского происхождения эпохи наполеоновских войн, дивизионный генерал.

## Биография
В 1782 году Вандермезен записался рядовым в пехотный полк Турени. В 1788 году — сержант, в 1792 сделан лейтенантом. В 1793 году, во время развала королевской армии, поступил добровольцем в батальон волонтёров департамента Юра. Поскольку большинство офицеров королевской армии с недоверием отнеслись к революционной, а сословные барьеры революцией оказались полностью сметены, вакансии для продвижения по службу для талантливых людей с военным опытом были открыты. В конце того же 1793 года Вандермезен был произведён в полковники, с 1794 по 1797 год служил в Рейнской армии. Был ранен в 1796 году при осаде Келя, после 1797 переведён в Гельветическую, а затем в Дунайскую армию. Произведённый 5 февраля 1799 года в бригадные генералы, он участвовал в неудачной для французов битве при Штокахе, после которой был взят в Мангейме в плен. Отпущенный из плена при заключении Люневильского мира (как оказалось, шаткого и непрочного) в 1800 году, генерал Вандермезен был отправлен в 1802 году на остров Маврикий, носивший тогда название Иль-де-Франс, в качестве помощника нового губернатора — генерала Декана. Уже в 1803 году, находясь на Маврикии, генерал Вандермезен получил следующий чин — дивизионного генерала, и стал одним из первых кавалеров ордена Почётного легиона. Непосредственно управлению Вандермезена был поручен остров Реюньон, в административном отношении подчинённый Маврикию.
На протяжении восьми лет Декан и Вандермезен успешно управляли Маврикием, известным своими богатыми плантациями, пресекая все попытки англичан завладеть этим островом, причем у его берегов, рядом со столицей — Гран-Портом французской эскадрой командора Дюперре была одержана  единственная за все время наполеоновских войн крупная морская победа на флотом Британии. Однако в 1810 году британцы собрали силы для нового штурма, который был произведён с огневой поддержкой значительного количества кораблей, и окончился капитуляцией, которую Декан и Вандермезен подписали, однако, на самых почётных условиях, обязав английский флот вернуть их самих, их войска и оружие во Францию на английских кораблях (в обмен на уступку контроля над Маврикием).
Во многом именно поэтому, Наполеон был очень доволен Деканом и Вандермезеном, в особенности на фоне действий генерала Эрнуфа, французского губернатора Гваделупы, который тогда же подписал с англичанами совершенно другую по условиям капитуляцию, в результате которой его войска, включавшие в себя целый пехотный полк французской армии, томились в британском плену вплоть до 1814 года.
На этом фоне действия Декана и Вандермезена тем более заслужили благодарность императора Наполеона, а сами генералы были направлены командовать дивизиями в Испанию. Декан оказался под началом Сюше в Каталонии, и помог маршалу подчинить и обустроить этот край. Вандермезену повезло несколько меньше, поскольку он был направлен на более проблемный участок фронта, его командирами были сперва генерал Каффарелли, а затем генерал Клозель. В задачи корпуса, действовавшего на крайнем северо-западе Испании, в состав которого входила дивизия Вандермезена, являлись боевые действия против герильясов в Стране Басков, в частности, в Бильбао.
Когда в 1813 году после крайне неудачной для французов битвы при Витории, началось общее отступление из Испании, английские войска Веллингтона, усиленные частями своих испанских и португальских союзников, уже в сентябре 1813 года подошли к Пиренеям. Последней во французском корпусе, образуя его арьергард, отступала дивизия генерала Вандермезена. Подойдя к реке Бидасоа, текущей через Страну Басков, бурной и опасной в Пиренейских предгорьях, генерал обнаружил, что и без того быстрая река вздулась из-за дождей, и вброд перейти её дивизии невозможно. Единственный поблизости каменный мост находился в деревушке Сан-Мигель, причем в прочно построенных домах на подступах к нему уже засели английские стрелки. Возникли реальный риск окружения и капитуляции всей пехотной дивизии Вандермезена, тем более реальный, что порох французских пушек и даже ружей под дождём отсырел, и они не могли стрелять, тогда как английские стрелки, находясь в домах, вели по французам прицельный огонь без промаха. 
В это сложной ситуации генерал Вандермезен еще раз подтвердил свою репутацию распорядительного и смелого военачальника. Отдав приказ войскам идти в штыковую атаку, он сам возглавил её, чтобы любой ценой занять мост. Последовал бой, и на узких, извилистых улицах Сан-Мигеля, генерал Вандермезен был ранен в бок пулей британского стрелка, ведшего огонь в окно одного из зданий. Однако французы, вдохновлённые смелостью своего генерала, совершив практически невозможное, заняли мост, в результате чего дивизия переправилась, тем самым вырвавшись из ловушки англичан. 
Раненый генерал был перевезён через Пиренеи, однако врачи оказались бессильны, и он скончался вскоре после сражения, находясь уже на французской земле. 
Благодарный Наполеон присвоил сыну генерала титул барона, а народ Франции высек его имя на Парижской Триумфальной арки среди 660 имён  республиканских и наполеоновских генералов.

## Награды
Легионер ордена Почётного легиона (28 марта 1804 года).